# Elettariopsis unifolia
Elettariopsis unifolia är en enhjärtbladig växtart som först beskrevs av François Gagnepain, och fick sitt nu gällande namn av M.F.Newman. Elettariopsis unifolia ingår i släktet Elettariopsis och familjen Zingiberaceae. Inga underarter finns listade i Catalogue of Life.